# Сто тисяч (фільм, 1958)
Сто тисяч — фільм-спектакль Київського українського драматичного театру ім. І. Франка за однойменною п'єсою І. Карпенка-Карого. Режисер спектаклю — Гнат Юра, режисер фільму — Віктор Іванов.
Музику для фільму зіграли -  Симфонічний оркестр Українського радіо.

## Опис
Для придбання якомога більше землі, Герасиму Калитці потрібно сто тисяч рублів. Для цього він наважується купити купюри у фальшивомонетника. Але замість банкнот шахрай підсунув Калитці чисті папірці.

## Головні ролі
- Дмитро Мілютенко — Герасим Никодимович Калитка
- Гнат Юра — Бонавентура (копач)
- Іван Маркевич — Савка
- Варвара Чайка — Параска
- Валентина Івашова — Мотря
- Петро Бондарчук — Роман
- Микола Панасьєв — Клим
- Георгій Бабенко — Невідомий
- Борис Лук'янов — Фактор